# Christian Oliva
Christian Oliva (Delta del Tigre, San José, Uruguay, 1 de junio de 1996) es un futbolista uruguayo que juega en la posición de centrocampista en el Club Nacional de Football de la Primera División de Uruguay.

## Trayectoria

### Nacional
Proveniente de las Formativas del Club Nacional de Football, jugó en séptima y sexta división, teniendo posteriormente un pasaje por el club Bella Vista, para luego retornar a los tricolores en enero de 2016. Al retornar, se incorporaría a la tercera división, dónde obtendría la cinta de capitán, supliendo la vacante dejada por Guzmán Corujo, quién sería ascendido al plantel principal. 
Para el comienzo de la temporada 2018 y con la designación de Alexander Medina como nuevo entrenador del primer equipo, Christian es citado para realizar la pretemporada.
Debutaría en el primer equipo el 22 de enero de 2018, en la derrota por 2-0 frente al Club Atlético Peñarol, en el Estadio Centenario, correspondiente a la Copa Antel 2018.
Ingresó a los 83 minutos, reemplazando a Matías Zunino. 
Oficialmente lo haría por la Supercopa Uruguaya 2018, en su primera edición, ingresando en el minuto 67 por Luis Aguiar. 
Para la Copa Libertadores 2018, Oliva es incluido en la lista de buena fe, teniendo su debut como titular en el máximo torneo continental, el 31 de enero visitando a Chapecoense con victoria por 1-0. 
En la jornada siguiente y tras haber dejado gran impresión, Christian sería nuevamente titular en la oncena por el partido de vuelta de la segunda fase, fue en el Gran Parque Central con victoria nuevamente del elenco tricolor y siendo destacado como la gran figura del partido.
El 15 de marzo de 2018 convierte su primer gol, en el partido frente a Santos, que finalizó 3-1 por la Copa Libertadores 2018.
El 15 de abril de 2018 convierte un gol en la victoria frente a Boston River, que finalizó 1-0 por el Torneo Apertura 2018.
El 19 de mayo de 2018 convierte el gol para empatar el partido frente a Liverpool, que finalizó 1-1 por el Torneo Intermedio 2018.
Es incluido en la lista de buena fe para la Copa Sudamericana 2018

#### Transferencia
El 8 de agosto de 2018, bajo la presidencia de José Luis Rodríguez, Nacional vende el 90% de la ficha del jugador a un grupo inversor por 2 100 000 U$S, dicho grupo inversor es una Sociedad Anónima Deportiva encabezada por Edmundo Kabchi; la misma que gerencia al club Boston River.

### Europa
El 22 de enero de 2019 se hizo oficial su transferencia al Cagliari Calcio por 5 000 000 U$S.
El 31 de enero de 2021 llegó cedido al Valencia C. F. hasta final de temporada con opción de compra, convirtiéndose en el tercer fichaje tras Patrick Cutrone y Ferro. Tras la misma regresó a Italia, país que abandonó a finales de enero de 2022 tras llegar a un acuerdo para la rescisión de su contrato.

### Argentina
Dos semanas después de haberse quedado sin equipo, se unió al Club Atlético Talleres argentino.

## Clubes
| Club                    | País      | Año       |
| ----------------------- | --------- | --------- |
| Nacional                | Uruguay   | 2018-2019 |
| Cagliari Calcio         | Italia    | 2019-2022 |
| Valencia C. F. (cedido) | España    | 2021      |
| C. A. Talleres          | Argentina | 2022-2023 |
| F. C. Juárez            | México    | 2023      |
| Nacional                | Uruguay   | 2024-Act. |

## Palmarés

### Títulos nacionales
| Título            | Club     | País    | Año  |
| ----------------- | -------- | ------- | ---- |
| Torneo Apertura   | Nacional | Uruguay | 2018 |
| Torneo Intermedio | Nacional | Uruguay | 2018 |
| Torneo Intermedio | Nacional | Uruguay | 2024 |